# Poyntonophrynus vertebralis
Poyntonophrynus vertebralis es un anfibio anuro de la familia Bufonidae. Anteriormente incluida en el género Bufo.
Se encuentra en Sudáfrica y posiblemente en Botsuana, Zimbabue y Lesoto hasta una altitud de 1500 m. Su hábitat natural es la sabana seca, matorral seco tropical y subtropical, praderas secas, praderas montanas, ríos intermitentes, marismas de agua dulce temporales, y pastos. Está amanazado por pérdida de su hábitat.

## Publicación original
- Smith, 1848 : Illustrations of the Zoology of South Africa; Consisting Chiefly of Figures and Descriptions of the Objects of Natural History Collected during an Expedition into the Interior of South Africa, in the Years 1834, 1835, and 1836. vol. III, Reptilia, part. 27. London, Smith, Elder, & Co.